# Ensoniq ASR-10

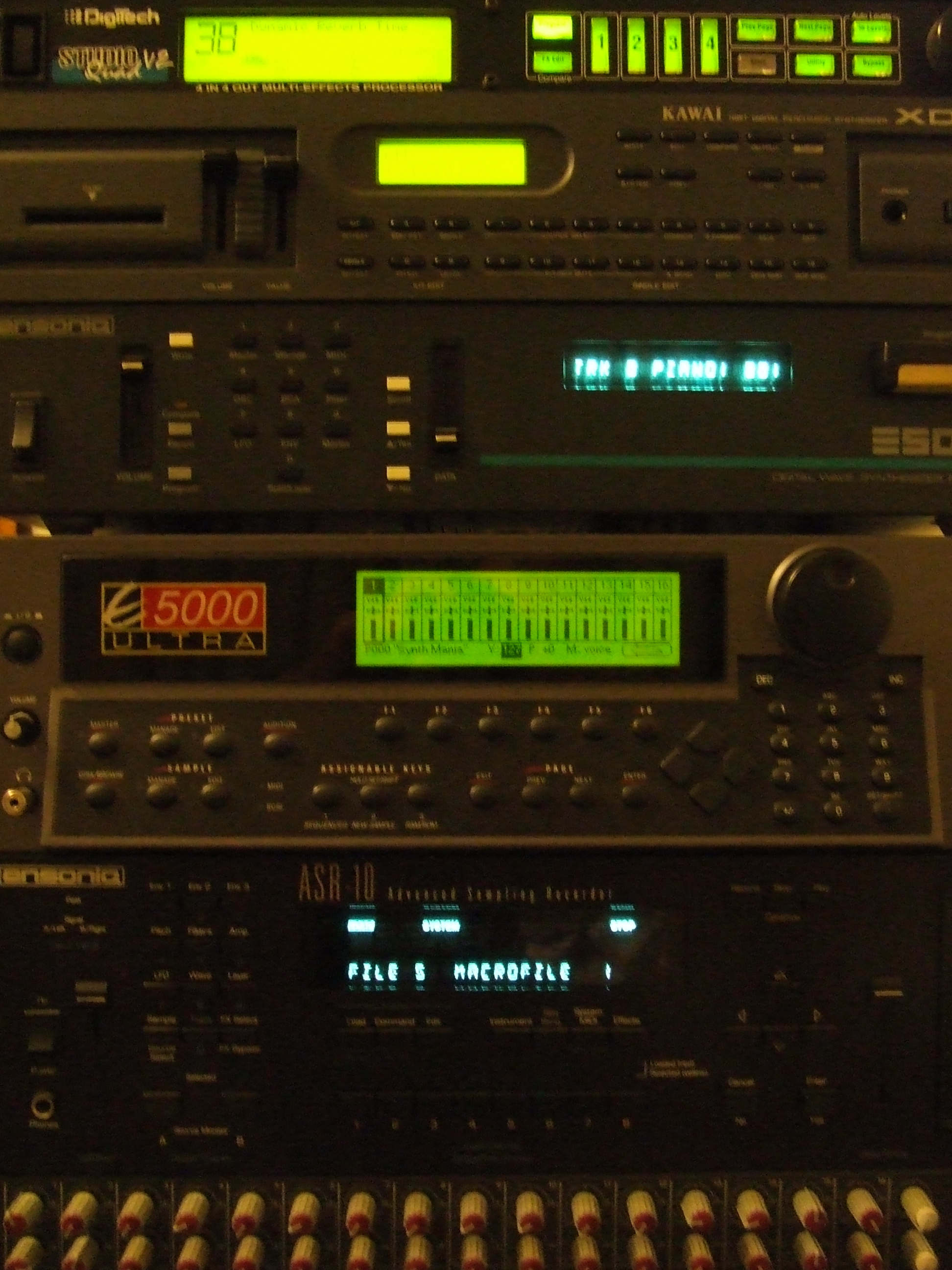
Un module ASR-10R (en bas)

L'Ensoniq ASR-10 est un synthétiseur échantillonneur construit par Ensoniq.
Il a été produit par Ensoniq entre 1992 et 1994. C'est le modèle avec clavier correspondant au module ASR-10R (version Rack).
Le sigle ASR signifie Advanced Sampling Recorder. Sa polyphonie est de 31 notes.